# ریتا اککینا
ریتا اککینا (روسی: Рита Николаевна Ачкина؛ زادهٔ ۱ february ۱۹۳۸ (۸۷ سال)) ورزشکار اسکی صحرانوردی اهل اتحاد جماهیر شوروی سوسیالیستی است.
وی در مسابقات کشوری و بین‌المللی در مجموع برندهٔ ۱ مدال طلا، ۲ مدال برنز شده‌است.